# Oasis (Utah)
Oasis statisztikai település  az USA Utah államában, Millard megyében. Lakosainak száma 58 fő (2020. április 1.).

## Népesség
A település népességének változása:

| 2010 | 75 |
| 2020 | 58 |